# سیارک ۱۱۲۴۹
سیارک ۱۱۲۴۹ (به انگلیسی: 11249 Etna، نامگذاری:1971FD) یازده هزار و دویست و چهل و نهمین سیارک کشف شده‌است که در ۲۴ مارس ۱۹۷۱ کشف شد.